# Ćoralići
Ćoralići falu Bosznia-Hercegovinában, a Bosznia-hercegovinai Föderáció Una-Szanai kantonjában.

## Fekvése
Bosznia-Hercegovina északnyugati részén, Bihácstól légvonalban 18, közúton 29 km-re északra, Cazintól légvonalban 4, közúton 5 km-re nyugat-északnyugatra, a falu nyugati részén a Mutnica-patak vizével egyesülő Gračenica, Grabovac, Radetina Reka és Čajin-patakok völgyében fekvő erdős, dombos területen fekszik. Házai többnyire a Cazinról Velika Kladušára vezető út mentén sorakoznak.

## Népessége
| Nemzetiségi csoport | Népesség 1991 | Népesség 2013 |
| ------------------- | ------------- | ------------- |
| Szerb               | 15            | 5             |
| Bosnyák             | 2461          | 2516          |
| Horvát              | 2             | 11            |
| Jugoszláv           | 16            | 0             |
| Egyéb               | 21            | 133           |
| Összesen            | 2515          | 2665          |

## Története
A település legrégibb épülete a Radetin-torony, melynek építési ideje azonban ismeretlen. Lehet, hogy a török elleni védelem miatt építették, de valószínűbb, hogy az alatta elhaladó kereskedelmi utat ellenőrizte és talán vámszedőhely is volt. Első írásos említése 1563-ben Lenkovics Iván főkapitánynak a végvidék erősségeiről szóló jelentésében történt. Eszerint a Kobasić család tulajdonában volt, de a főkapitány szerint senki sem őrzi, és inkább le kéne rontani. Ennek ellenére nem rontották le. Cazin 1576-os elestével kerülhetett török kézre, és ezután valószínűleg megerősítették, mert falainak nagy része még ma is magasan áll.

## Gazdaság
Jó földrajzi elhelyezkedése, valamint a Bihács-Cazin-Velika Kladuša főút és a Cazin-Bihács regionális út kereszteződése miatt a boszniai háború előtti időszakban számos gyár épült Ćoralićiban. Ezek közül a legfontosabbak:
- Medic-Cazin (orvosi eszközök gyártója, ma csődben van, az épületterületet egy magáncégnek bérbe adják tárolóhelynek.)

- A modernizált és privatizált TOP25 Maj üzem (téglatermékek gyára) jelenleg mintegy 300 dolgozót foglalkoztat a gyártóüzemben.

- A RAD Cazint ((egykor neves építőipari cég) a háború utáni időszakban privatizálták, ma kapacitásainak minimális szintjén működik, főként homokbányájának és hatalmas dolomitkészleteinek kiaknázására szakosodott.

- A TPP (Tvornica praškastih proizvoda), amely az Agrokomerc részeként működött, most csődben van.

- A Žitni mlin (a Žitoprerada d.d. helyi malomüzeme, ahol az akkori legmodernebb gabonamalmot telepítették) ma nagyon rossz állapotban van, vagyonának eladása miatt csődeljárás alatt áll.

A háború utáni első években jelentős tőkebeáramlás volt megfigyelhető Cazin községben, amelyek a Cazin „Kapića bare” ipari övezet egyfajta „előfutáraként” többnyire üzleti létesítmények építésében valósultak meg. 
Ma Ćoralići számos kis- és középvállalkozásnak ad otthont, amelyek széles körben orientálódnak a termeléstől a szolgáltatási és értékesítési tevékenységig.

## Oktatás
A településen elemi iskola működik.

## Nevezetességei
- A Radetin-torony az azonos nevű patak szűk, meredek partvonalú völgyének közepe táján, egy sziklatömbön található. Aljában egy 35 méteres hosszúságú barlang van, melynek bejáratát lőréssel ellátott, vastag fallal rekesztették el. A fal előtt még egy sánc is fokozta a védelmét. A barlang mélyen benyúlik a torony alá, de azzal nincsen közvetlen összeköttetésben. A torony falai ma is négy emeletnyi magasan állnak. Az első emeleten a bejárat, a második és harmadik emeleten a lakótér volt.[4]

- A falu mecsetét 1978-ban nyitották meg.

- A Crkvina nevű helyen B. Raunig egy késő középkori templom maradványait azonosította. Az alapfalak hosszúsága 15 méter, szélessége 10 méter volt, tájolása a középkori előírásnak megfelelő, nyugat-keleti irányú volt.[5]

## Fordítás
- Ez a szócikk részben vagy egészben  a(z)   Ćoralići című bosnyák Wikipédia-szócikk ezen változatának fordításán alapul.  Az eredeti cikk szerkesztőit annak laptörténete sorolja fel. Ez a jelzés csupán a megfogalmazás eredetét és a szerzői jogokat jelzi, nem szolgál a cikkben szereplő információk forrásmegjelöléseként.